# Рио-Бланко (округ)
Ри́о-Бланко (англ. Rio Blanco County) — округ в штате Колорадо, США. Официально образован в 1889 году. По состоянию на 2010 год, численность населения составляла 6 666 человек.

## География
По данным Бюро переписи США, общая площадь округа равняется 8 347,578 км2, из которых 8 342,398 км2 суша и 4,921 км2 или 0,060 % это водоёмы.

## Население
По данным переписи населения 2000 года в округе проживает 5 986 жителей в составе 2 306 домашних хозяйств и 1 646 семей. Плотность населения составляет 1,00 человек на км2. На территории округа насчитывается 2 855 жилых строений, при плотности застройки менее 1,00-го строения на км2. Расовый состав населения: белые — 95,01 %, афроамериканцы — 0,18 %, коренные американцы (индейцы) — 0,77 %, азиаты — 0,28 %, гавайцы — 0,00 %, представители других рас — 2,02 %, представители двух или более рас — 1,74 %. Испаноязычные составляли 4,94 % населения независимо от расы.
В составе 35,60 % из общего числа домашних хозяйств проживают дети в возрасте до 18 лет, 60,10 % домашних хозяйств представляют собой супружеские пары проживающие вместе, 7,80 % домашних хозяйств представляют собой одиноких женщин без супруга, 28,60 % домашних хозяйств не имеют отношения к семьям, 24,80 % домашних хозяйств состоят из одного человека, 8,70 % домашних хозяйств состоят из престарелых (65 лет и старше), проживающих в одиночестве. Средний размер домашнего хозяйства составляет 2,50 человека, и средний размер семьи 2,98 человека.
Возрастной состав округа: 26,50 % моложе 18 лет, 9,20 % от 18 до 24, 27,50 % от 25 до 44, 25,60 % от 45 до 64 и 25,60 % от 65 и старше. Средний возраст жителя округа 38 лет. На каждые 100 женщин приходится 101,90 мужчин. На каждые 100 женщин старше 18 лет приходится 101,60 мужчин.
Средний доход на домохозяйство в округе составлял 37 711 USD, на семью — 44 425 USD. Среднестатистический заработок мужчины был 38 125 USD против 19 940 USD для женщины. Доход на душу населения составлял 17 344 USD. Около 6,70 % семей и 9,60 % общего населения находились ниже черты бедности, в том числе — 11,60 % молодёжи (тех, кому ещё не исполнилось 18 лет) и 10,40 % тех, кому было уже больше 65 лет.